# Antiguos Movimientos de Liberación del Sur de África
Antiguos Movimientos de Liberación del Sur de África (en inglés: Former Liberation Movements of Southern Africa), abreviado como FLMSA es una asociación de siete partidos políticos que participaron en los movimientos nacionalistas africanos contra el colonialismo y los regímenes de la minoría blanca en el África austral. Tiene sus raíces en los Estados de la Línea de Frente, una coalición flexible de países africanos que desde los años 1960 hasta principios de los 1990 se comprometieron a poner fin al apartheid en Sudáfrica y Rodesia.
En la actualidad, la totalidad de sus miembros gobiernan sus países en el marco de sistemas de partido dominante. Sus miembros originales son el Congreso Nacional Africano de Sudáfrica, el Partido de la Revolución de Tanzania, el FRELIMO de Mozambique, el MPLA de Angola, la SWAPO de Namibia y la ZANU-PF de Zimbabue. En 2019, el BDP, partido gobernante de Botsuana desde su independencia, se unió a la organización.

## Miembros
| Partido | Partido | Partido                                                           | País       | Fundación | Gobierno | Escaños parlamentarios | Escaños parlamentarios |
| Partido | Partido | Partido                                                           | País       | Fundación | Gobierno | Cámara baja            | Cámara alta            |
| ------- | ------- | ----------------------------------------------------------------- | ---------- | --------- | -------- | ---------------------- | ---------------------- |
|         |         | Congreso Nacional Africano (ANC)                                  | Sudáfrica  | 1912      | Sí       | 230/400                | 54/90                  |
|         |         | Partido Democrático de Botsuana (BDP)                             | Botsuana   | 1961      | Sí       | 38/65                  |                        |
|         |         | Partido de la Revolución (CCM)                                    | Tanzania   | 1977      | Sí       | 362/393                |                        |
|         |         | Frente de Liberación de Mozambique (FRELIMO)                      | Mozambique | 1962      | Sí       | 184/250                |                        |
|         |         | Movimiento Popular de Liberación de Angola (MPLA)                 | Angola     | 1962      | Sí       | 124/220                |                        |
|         |         | Organización del Pueblo de África del Sudoeste (SWAPO)            | Namibia    | 1960      | Sí       | 63/104                 | 28/42                  |
|         |         | Unión Nacional Africana de Zimbabue - Frente Patriótico (ZANU-PF) | Zimbabue   | 1963      | Sí       | 179/270                | 34/80                  |

## Cumbres
| Ciudad         | País       | Fecha                      |
| -------------- | ---------- | -------------------------- |
| Johannesburgo  | Sudáfrica  | Octubre de 2000            |
| Harare         | Zimbabue   | 2001                       |
| Johannesburgo  | Sudáfrica  | 25 de noviembre de 2008    |
| Dar es Salaam  | Tanzania   | 4 de mayo de 2010          |
| Windhoek       | Namibia    | 11 de agosto de 2011       |
| Pretoria       | Sudáfrica  | 6-9 de marzo de 2013       |
| Dar es Salaam  | Tanzania   | Octubre de 2013            |
| Maputo         | Mozambique | 20 de noviembre de 2015    |
| Victoria Falls | Zimbabue   | 4-8 de mayo de 2016        |
|                | Zimbabue   | Diciembre de 2017          |
| Windhoek       | Namibia    | 20-22 de noviembre de 2018 |
| Victoria Falls | Zimbabue   | 8-12 de septiembre de 2019 |